# Morebilus swarbrecki
Morebilus swarbrecki là một loài nhện trong họ Trochanteriidae. Loài này phân bố ở Victoria.